# نازعات (موشک)
موشک نازعات یک راکت تولید ایران است که حدود صد کیلومتر برد دارد. این موشک توسط حسن طهرانی مقدم و گروهش در دوران جنگ ایران و عراق با کمک نیروهای ارتش ساخته‌شد. از این موشک دو نوع 6-H (با طول شش متر و برد حداکثر صد کیلومتر) و 10-H (با طول هشت متر و برد تا ۱۵۰ کیلومتر) تولید شده‌است.
وزن موشک H-6 حدود ۹۶۰ کیلوگرم است که ۴۲۰ کیلوگرم وزن قسمت پیشران موشک است و ۱۳۰ کیلوگرم وزن سرجنگی و کلاهک نازعات می‌باشد.
وزن موشک H-10 حدود ۱۸۳۰ کیلوگرم است که ۲۳۰ کیلوگرم وزن سرجنگی موشک و ۸۶۵ کیلوگرم مربوط به وزن ماده پیشران موشک می‌باشد. 
سوخت هر دو نوع موشک نازعات، سوخت جامد می‌باشد.